# Thomas Vaughan (Alchemist)
Thomas Vaughan (* 17. April 1621 oder 1622 in Tretower Court, Brecknockshire, Wales; † 27. Februar 1665 oder 1666 in Albury bei Oxford) war ein walisischer Alchemist, Okkultist und Mystiker. Er schrieb unter dem Pseudonym Eugenius Philalethes.

## Leben
Thomas Vaughan stammte aus einer angesehenen walisischen Familie in Tretower Court und war der Zwillingsbruder des Dichters Henry Vaughan. Er besuchte ab 1638 das Jesus College der Universität Oxford mit dem Baccalaureat 1641/42. Nach Anthony Wood wurde er Fellow des Jesus College, doch gibt es dafür sonst keinen Beleg. Er wurde 1645 in Llansantffraed in seinem heimatlichen Wales Rektor, kämpfte im Englischen Bürgerkrieg wie sein Bruder auf Seiten der Royalisten, geriet in der Schlacht bei Rowton Heath in Gefangenschaft und verlor seine Stelle als Rektor 1650 durch eine Parlamentskommission (teilweise wegen seiner royalistischen Aktivitäten, aber auch weil er lange abwesend war). Er studierte danach Alchemie in Oxford und London und unternahm alchemistische Experimente mit zwei Gründern der Royal Society, Thomas Henshaw, bei dem er in Kensington wohnte, und Robert Moray. Er war ein Anhänger des Paracelsus und vertrieb paracelsische Medikamente. In den 1650er Jahren veröffentlicht er mystisch-alchemistische Werke unter dem Pseudonym Philalethes (Liebhaber der Wahrheit). Er starb bei einem Laborunfall mit Quecksilber.
Er ist nicht mit Irenäus Philalethes (George Starkey) zu verwechseln, der einer anderen alchemistischen Richtung angehörte und sich über Anhänger des Sendivogius lustig machte, die ihre Universalsubstanz nicht aus Metallen, sondern Salzen und ähnlichem gewinnen wollten. Sein Bruder Henry Vaughan (1621–1695) war Iatrochemiker und metaphysischer Dichter (The Silurist), der von seinem Bruder in der Alchemie beeinflusst war. Thomas Vaughan war in öffentliche Dispute mit Henry More verwickelt.
Er war ein Anhänger der Lehre eines Sal Nitrum von Sendivogius und auch von Agrippa von Nettesheim beeinflusst. Seine Werke waren einflussreich und wurden auch ins Deutsche übersetzt. Als Anhänger des Paracelsus lehnte er die Aristotelische Materielehre ab und befürwortete das Experiment um Alternativen zu erkunden. Er schrieb auch Gedichte in Latein und Walisisch. Er übersetzte 1652 die Fama Fraternitatis der Rosenkreuzer ins Englische.
Seine Ehefrau Rebecca Vaughan († 1658) war ebenfalls Alchemistin und an seinen Experimenten, dargelegt in Aqua vitae: non vitis,  beteiligt (die Schrift, eine Art Laborhandbuch mit lateinischen Rezepten und englischen Tagebucheinträgen, wurde von Arthur Edward Waite im 19. Jahrhundert entdeckt).

## Schriften
Als Eugenius Philalethes:
- Anthroposophia Theomagica, or a discourse on the nature of man and his state after death, London 1650
- Anima Magica Abscondita, or a discourse on the universal spirit of nature, London 1650
- Magia Adamica, or the antiquity of magic and the descend thereof from Adam proved, London 1650
- Lumen de lumine, London 1651
- Aula lucis, London 1652
- The Fame and Confessions of the Fraternity of R. C., commonly of the Rosie Cross, London 1652
- Euphrates, London 1655
- A. Rudrum (Herausgeber): The works of Thomas Vaughan, Oxford 1984
- Donald R. Dickson: Thomas and Rebecca Vaughan´s Aqua vitae: non vitis, Tempe, Arizona Studies for Medieval and Renaissance Texts and Studies 217, 2001
- A. E. Waite (Hrsg.): The magical writings of Thomas Vaughan, London 1888 (Anthroposophia Theomagica, Anima Magica Abscondita, Magia Adamica, A true and full discovery of the true coelum terrae, or The Magician´s heavenly chaos), Archive